# Mandevilla frigida
Mandevilla frigida är en oleanderväxtart som beskrevs av J.F.Morales. Mandevilla frigida ingår i släktet Mandevilla och familjen oleanderväxter. Inga underarter finns listade i Catalogue of Life.